# Велика Кіб'я
Велика Кі́б'я (рос. Большая Кибья) — село в Можгинському районі Удмуртії, Росія.
Урбаноніми:
- вулиці — Березова, Копкинська, Леніна, Лісова, Молодіжна, Нагірна, Польова, Праці, Радянська, Садова, Шкільна
- провулки — Підстанційний

## Населення
Населення — 608 осіб (2010; 623 в 2002).
Національний склад станом на 2002 рік:
- удмурти — 83 %